# Барнаульский станкостроительный завод
Барнаульский станкостроительный завод — предприятие оборонной промышленности в Барнауле.

## История
История завода восходит к Санкт-Петербургскому (впоследствии Петроградскому) патронному заводу, основанному в 1869 году. В 1918 году, когда Петроград находился под угрозой захвата немцами во время Первой мировой войны, завод эвакуировали в Симбирск и Подольск. Эвакуированные в Подольск мощности образовали Подольский электромеханический завод.
В июле 1941 года Наркомат вооружения принимает решение об эвакуации Подольского электромеханического завода в Барнаул. 23 августа 1941 года из Подольска отправлен первый эшелон. Для размещения эвакуированных предприятий использовали площадку недостроенного плательно-бельевого комбината. 24 ноября 1941 завод выпустил первую партию патронов. Новое предприятие унаследовало наименование Подольского электромеханического завода, став заводом № 17. На ту же площадку отправляют оборудование ещё двух заводов: опытного патронного завода № 44 (Москва, наследник Русско-Бельгийского общества патронных заводов) и завода № 60 из Ворошиловграда (ныне известен как Луганский патронный завод).
По некоторым данным, около половины винтовочных патронов, использованных Советской Армией во время Великой Отечественной войны, было произведено в Барнауле. В апреле 1945 года завод был удостоен высшей награды страны, ордена Ленина.
После окончания войны завод расширяет номенклатуру производства за счет металлообрабатывающих станков, бытовых товаров и мебели. В 1948 году завод № 17 переименован в Барнаульский станкостроительный завод.
На этом предприятии впервые в СССР на производстве боевых патронов была внедрена высокоэффективная технология роторных линий. На заводе был налажен выпуск патронов калибра 7,62 мм, бронебойно-зажигательных калибра 12,7 и 14,5 мм и др.
Сегодня завод специализируется на производстве боевых патронов, спортивно-охотничьих патронов к нарезному оружию, спортивных пистолетных патронов, дробовых и пулевых охотничьих патронов для гладкоствольного оружия, в том числе на экспорт. Также здесь изготавливаются промышленные цепи и электрические тали, бытовые электронасосы.
В 2020 году Барнаульский станкостроительный завод увеличил объемы продаж на 18,6% к уровню прошлого года. Объем реализации составил 5,0 млрд. руб.Прирост объемов производства составил 14,5%.
В июне 2022 года стало известно, что на Барнаульском станкостроительном заводе было переведено на неполную занятость 509 человек и 199 сотрудников получили уведомления о предстоящем увольнении.